# シー・ガード
シー・ガード（Sea Guard）は、スイスのエリコン・コントラヴェスが開発したCIWSで、トルコ海軍のフリゲートに装備されている。

## 概要
本システムは1977年に開発が開始され、1982年に試作機完成、1985年に標的への実射試験に成功し、1986年にトルコ海軍に採用された。
レーダー、FCSはマウントには搭載されておらず、別個に艦に設置されている分離型CIWSである。92口径のエリコン KBB 25mm機関砲を4連装にして搭載したマウントはシー・ゼニス（Sea Zenith）と呼ばれ、重量5.45tで目標への追随性を上げるため、軸を斜めにして後ろに傾けたような特異な形状をしている。レーダーはTMKuと呼ばれるKuバンドレーダーで、1基で複数のマウントを管制できる。トルコ海軍のフリゲートの場合、艦前方にレーダーとマウント各1基、後方にレーダー1基とマウント2基が装備されている。
2021年現在、採用はトルコ海軍のみに留まっている。

## 採用国と装備艦艇
トルコ海軍
- ヤウズ級フリゲート[2]
- バルバロス級フリゲート[2]
- サーリヒレイス級フリゲート[2]